# Rączna (potok)
Rączna (Potok Ściejowicki, Rącznianka) – potok, lewy dopływ Wisły o długości 6,53 km i powierzchni zlewni 5,59 km².
Potok wypływa na wysokości około 268 m na osiedlu Podlas należącym do miejscowości Rączna. Spływa przez zabudowane obszary miejscowości Rączna i Ściejowice. W tej ostatniej opływa po południowej stronie wzgórze Stróżnica i jego najbardziej na wschód wysuniętą skałę Kozierówka. Przepływa przez rozlewisko znajdujące się pod tą skałą, kanałem przez wał przeciwpowodziowy, przez terasę Wisły i uchodzi do Wisły na wysokości 203, tuż przed przełomem Wisły zwanym Bramą Tyniecką. Cała zlewnia potoku znajduje się na Obniżeniu Cholerzyńskim.